# Lykke
Lykke är ett nordiskt efternamn. Kända personer med efternamnet inkluderar: 
- Niels Lykke (ca 1492–1535), danskt riksråd
- Sophie Lykke (död 1570), dansk länsman och landägare
- Jørgen Lykke (död 1583), dansk diplomat
- Anne Lykke (1595–1641), dansk adelskvinna
- Niels Lykke (död omkring 1683), dansk officer
- Kai Lykke (1625–1699), dansk adelsman
- Nina Lykke (född 1949), svensk professor vid Linköpings universitet
- Lykke Li (född Li Lykke, 1986), svensk låtskrivare och sångare